# Benny De Schrooder

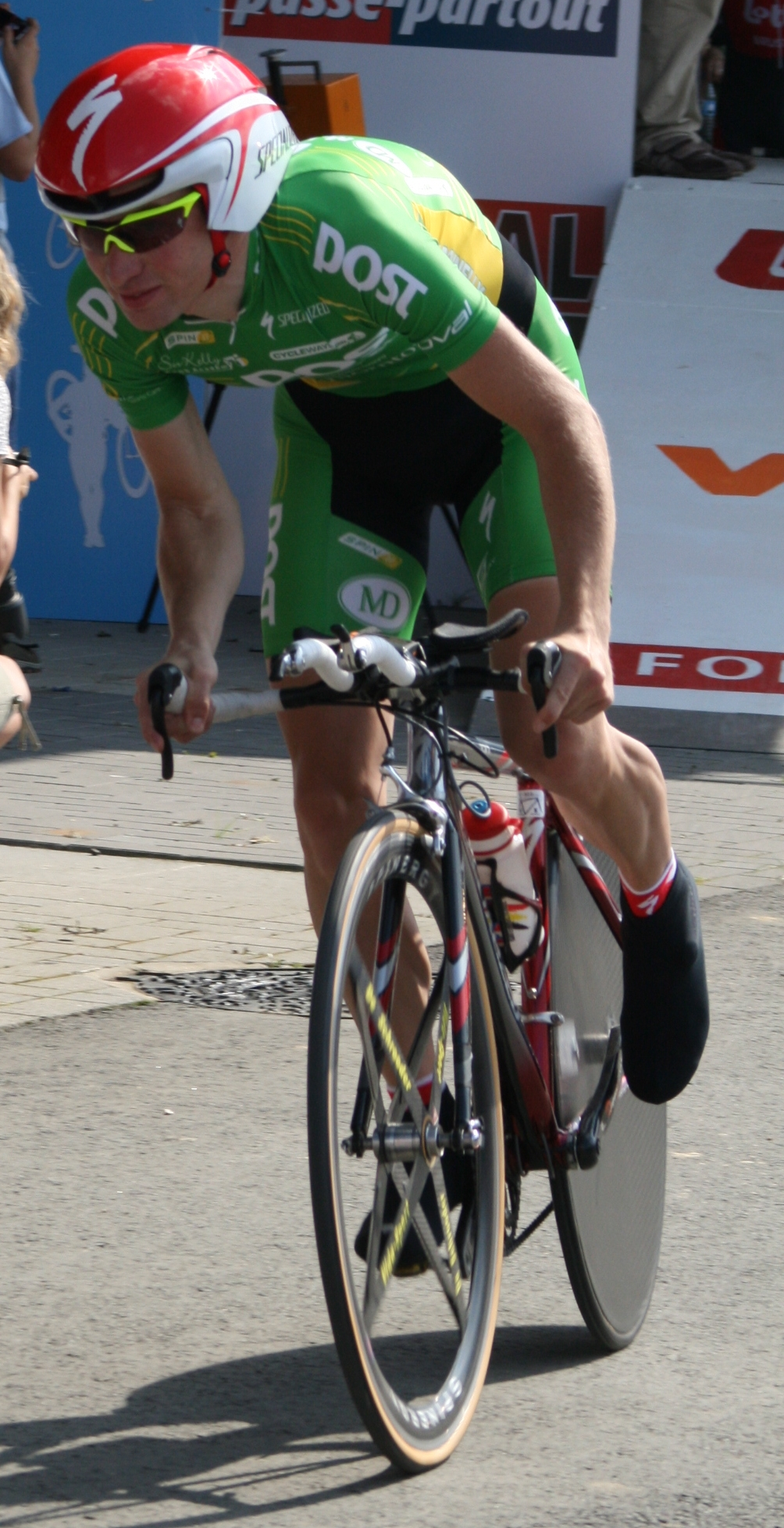
Benny De Schrooder bei der belgischen Zeitfahrmeisterschaft 2008 in Mouscron

Benny De Schrooder (* 23. Juli 1980 in Knokke-Heist) ist ein ehemaliger belgischer Radrennfahrer.
Benny De Schrooder begann seine internationale Karriere 2004 bei dem belgischen Radsportteam Vlaanderen-T Interim. In seinem ersten Jahr gewann er den Prix de Lillers in Frankreich. Beim Nationale Sluitingsprijs wurde er 2006 Zweiter hinter dem Sieger Gorik Gardeyn. Sein bestes Ergebnis bei einem Etappenrennen war Rang sechs bei der Tour of Britain 2008.
Nach der Saison 2010 beendete De Schrooder seine Radsportlaufbahn.

## Erfolge
2008
- Mannschaftszeitfahren Vuelta a Extremadura

## Teams
- 2004 Vlaanderen-T Interim
- 2005 Chocolade Jacques-T Interim
- 2006 Chocolade Jacques-Topsport Vlaanderen
- 2007 Chocolade Jacques-Topsport Vlaanderen
- 2008 An Post-M. Donnelly-Grant Thornton-Sean Kelly Team
- 2009 An Post-Sean Kelly Team
- 2010 An Post-Sean Kelly Team